# Верховний суд Чеської Республіки
Верховний Суд Чеської Республіки (чеськ. Nejvyšší soud České republiky) — разом із Верховним адміністративним судом Чехії є найвищою ланкою судової системи Чеської Республіки.
Верховний суд Чеської Республіки є найвищою інстанцією у цивільних, кримінальних і господарських справах. Як суд вищої інстанції переглядає справи у касаційному і апеляційному порядку.
Головне завдання Верховного суду Чехії полягає у забезпеченні єдності судової практики у цивільному та кримінальному судочинстві. Наразі головою Верховного суду Чехії є Павло Шамал.
Знаходиться у місті Брно, Південноморавський край.

## Склад та організація
Верховний суд складається з Голови верховного суду та його заступників, голів судових колегій, головуючих та звичайних суддів. Суд складається з трьох судових колегій двох у кримінальних справах та об'єднаної судової колегії з цивільних і комерційних справ. Судді верховного суду призначаються президентом Чеської Республіки на строк від 10 років, також для кожного судді Верховного суду наказом голови верховного суду призначається заступник.

## Пленуми Верховного Суду
Пленум Верховного Суду складається з голови його заступників, голів колегій та інших суддів. Пленум вважається дійсним лише у випадку присутності двох третин суддів верховного суду. Також у пленумі можуть взяти участь Міністр Юстиції, та голови вищих і регіональних судів. Рішення схвалюються простою більшістю від загальної кількості присутніх. Пленуми проводяться у закритому режимі.

## Повноваження
Верховний суд Чехії:
1. Здійснює правосуддя у цивільних і кримінальних справах як суд апеляційної чи касаційної інстанції.
2. Забезпечує єдність судової практики.
3. Приймає рішення про визнання і виконання на території Чехії ухвали іноземного суду, коли це необхідно за для виконання Чеською Республікою міжнародних договорів ратифікованих парламентом.
4. Оцінює рішення судів нижчих інстанцій у цивільному та кримінальному судочинстві.
5. Приймає рішення про екстрадицію осіб що розшукуються у країнах Європейського Союзу[6].